# Ivana Filipović (handball)
Pour les articles homonymes, voir Ivana Filipović.
Ivana Filipović, née le 5 janvier 1989 à Belgrade, est une joueuse serbe de handball, évoluant au poste d'arrière gauche. Elle est la sœur de la joueuse Biljana Filipović.

## Carrière
Formée au ŽRK Naisa Niš, Ivana Filipović rejoint l'ES Besançon à l'été 2010 en provenance du ŽRK Zaječar. Pour la saison 2012-2013, elle s'engage avec le Mios-Biganos bassin d'Arcachon handball. Après une saison, elle rejoint le HBC Brest Pen Ar Bed, qui évolue en Nationale 1 (3e division) et où avait précédemment joué sa sœur aînée Biljana.
En fin de contrat en 2015, elle rejoint Saint-Amand-les-Eaux qui vient de monter en Division 2. Elle y signe un contrat de deux ans.

## Palmarès
compétitions nationales
- championne de Serbie en 2008 (avec ŽRK Naisa Niš) et 2010 (avec ŽRK Zaječar)
- vice-championne de France de  deuxième division en 2015 (avec Brest Bretagne Handball)
- championne de France de  Nationale 1 en 2014 (avec Brest Bretagne Handball)